# Azercell Telekom
Azercell Telekom — оператор сотовой связи стандарта GSM, WCDMA, LTE в Азербайджане.

## История
Совместное предприятие «Azercell Telekom» основано 19 января 1996 года. Первыми учредителями выступили Turkcell Iletisim Hizmetleri A.S. и Министерство связи Азербайджанской Республики.
На рынок мобильной связи компания вышла 15 декабря 1996 года (эта дата считается официальным днём рождения). Первые услуги она предлагала на основе постоплаты (фактурной линии). Уже в 1998 году был внедрён тарифный план SimSim, основанный на системе предоплаты.

Главный офис «Azercell Telekom» в Баку

В 2000 году в Azercell создана система управления качеством. 7 декабря 2000 года компания получила сертификат соответствия международному стандарту ISO 9001. В 2003 году компания обновила систему качества согласно версии 2000 этого же стандарта и 15 января 2004 года получила сертификат соответствия стандарту ISO 9001:2000.
В 2006 году СП «Azercell Telekom» получен сертификат стандарта IIP (the Investors In People) — Инвесторы В Людей (ИВЛ). «Azercell Telekom» включён в список из 36 000 международных организаций, работающих по стандарту IIP.
15 мая 2010 года компания Azercell Telekom провела ребрендинг и вошла в сеть TeliaSonera.
1 мая 2011 года оператор перешёл с расчета условными единицами (контурами) на денежную систему на всех тарифах. Каждый контур был переведен в 0,005 AZN.
В 2011 году компания официально стала спонсором конкурса «Евровидение 2012».
В 2018 году компания «Fintur» продала принадлежащие ей 51.3% акций в компании «Azertel Telekommunikasyon Yatirim Diş Ticaret A.Ş» («Azertel») компании «Azerbaijan International Telecom LLC» («AzInTelecom»), которая полностью принадлежит Республике Азербайджан. Компания «Fintur» является совместной собственностью компаний «Telia Company» (58,55%) и Turkcell (41,45%).
В 2019 году компания провела ребрендинг. В 2022 году получен сертификат ISO/IEC 27001.

## Общие сведения
На начало 2023 года у компании было более 5 млн пользователей, что составляло 48,2% доли мобильного рынка Азербайджана.
В крупных городах страны Гяндже, Нахичевани, Кубе, Шеки, Масаллы, Сабирабаде и Сумгаите открыты региональные представительства Azercell.
11 марта 2024 года открыт дилерский магазин в Ханкенди. Действуют дилерские магазины в Лачине, Физули, с. Агалы I Зангиланского района.
Количество станций 4G составляет свыше 3400 единиц. Сеть Azercell 4G охватывает 88,87% населения и 80,20% территории страны.
По индексу проникновения, равному 43 %, ООО «Azercell Телеком» занимает первое место среди мобильных операторов стран СНГ.
ООО «Azercell Телеком» является одним из крупных налогоплательщиков Азербайджана. За время деятельности компании в государственный бюджет и внебюджетные фонды выплачено налогов на сумму свыше 2,4 млрд. манат.
Компанией с 1996 по 2023 год вложено 1,9 млрд долл. в развитие телекоммуникационного сектора.

## Деятельность
Осенью 2020 года мобильная сеть Azercell была развёрнута в Шуше после её возвращения под контроль Азербайджана.
В 2022 году компанией в Баку начала внедряться сеть 5G. Также внедрена услуга eSIM. Компания выпустила цифровую карту Azercell (akart) для безналичных расчётов.
С 6 марта 2024 года запущены тарифные пакеты «SuperSen» в системе предоплатной связи.
На вернувшихся в 2020 году под контроль Азербайджана территориях компанией введены в эксплуатацию 150 базовых станций 4G и две «зелёные» станции, работающие на солнечной энергии.

### 2023
В 2023 году в Баку, на Апшеронском полуострове и в Сумгаите введены в строй 65, в регионах Азербайджана – 70 новых базовых станций.
На территории Азербайджана размещено более 300 новых и модернизировано около 1600 существующих базовых станций 4G (LTE).
За 2023 год покрытие сетью 4G выросло на 10 %, трафик данных вырос на 48 %, скорость предоставляемого интернета выросла в 2 раза. Пропускная способность сети в Баку и на Апшеронском полуострове увеличилась на 80 %, в регионах Азербайджана — на 75 %.
Осуществлён охват сетью городов Агдере, Ходжалы и Ханкенди.
Запущена услуга мобильной электронной подписи eSIM Asan İmza.
Разработан голосовой бот на базе искусственного интеллекта.
Введён специальный тариф «Турист» для иностранных граждан и туристов.
За 2023 год в телефонный центр «Azercell» поступило 3 млн звонков. Через онлайн платформы поступило 1,5 млн обращений. Из них 440 000 обращений поступило из социальных сетей.
В офисах обслуживания абонентов и мобильной абонентской службой обслужено более 850 тыс. абонентов.
Оказаны услуги 40 тыс. юридических лиц. Запущено приложение и веб-платформа «Azercell Biznes».
Подписано соглашение о партнёрстве с телекоммуникационной компанией «e& International».
Начато сотрудничество с компанией «Cloudera», в рамках которого обновлена архитектура данных.

### 2024
26 июля 2024 года представлено приложение «Управление мобильными устройствами». Приложение позволяет дистанционно управлять и контролировать электронные устройства (смартфоны, планшеты, терминалы и прочие мобильные устройства).

## Зона покрытия
На апрель 2024 года зона покрытия Azercell охватывает 94,50 % территории и 98,35 % населения Азербайджана. На территории Азербайджана Azercell имеет 16 мобильных центров коммутации (MSC), 22 контроллеров базовых станций (BSC), 2 резервированные абонентские базы (HLR), около 5000 базовых приёмопередающих станций (BTS).
Все станции Бакинского метро входят в зону обслуживания сети Azercell. 24 станции покрыты сетью 4G.

## Роуминг
К 2008 году компания Azercell Telekom подписала роуминговые соглашения с 383 операторами из 151 стран мира. Также в 2008 году совместное предприятие было приватизировано и стало ООО.
На апрель 2024 года роуминг охватывает 390 операторов из 160 стран мира.

## Скандал
Telia Company с 2008 года принадлежало 38,1% акций мобильного оператора Azercell, однако, после коррупционного скандала 2015 года, компания решила полностью уйти с рынка Закавказья.

## Количество абонентов
| Год  | Всего     |
| ---- | --------- |
| 1997 | 20 371    |
| 1998 | 55 831    |
| 1999 | 179 640   |
| 2000 | 380 857   |
| 2001 | 519 346   |
| 2002 | 668 598   |
| 2003 | 912 137   |
| 2004 | 1 308 640 |
| 2005 | 1 706 158 |
| 2006 | 2 333 387 |
| 2007 | 2 800 007 |
| 2008 | 3 520 198 |
| 2009 | 3 600 000 |
| 2010 | 3 850 000 |
| 2011 | 4 220 000 |
| 2013 | 4 400 000 |
| 2019 | 4 800 000 |
| 2020 | 5 000 000 |

## Дочерние компании
6 июня 2024 года ООО «A-Solutions», дочерняя компания «Azercell Telecom», получила лицензию Центрального банка Азербайджана на право осуществления деятельности в качестве эмитента электронных денег. Компания выпускает виртуальную карту «akart», с помощью которой в электронном формате осуществляются банковские операции, безналичные расчеты, платежи посредством мобильного телефона.